# 김창모 (농구 선수)
김창모(1991년 4월 17일 ~ )은 대한민국의 前 농구선수이며,현재 양정고등학교 농구부 코치이다.

## 경력
- 2013년 10월 ~ 2017년 4월 원주 동부 프로미
- 2017년 5월 ~ 2019년 1월 29일 상무 농구단
- 2019년 1월 ~ 2019년 5월 원주 DB 프로미
- 2020년 5월 ~ 2021년 7월 전주 KCC 이지스
- 2022년 2월 ~ 양정고등학교 농구부 코치

## 출신 학교
- 성남초등학교
- 대연중학교
- 중앙고등학교